# 尼夫氏魮
尼夫氏魮（学名：Barbus neefi）為輻鰭魚綱鯉形目鯉科的其中一個種。分布於非洲坦尚尼亞及剛果民主共和國，體長可達7公分，可做為觀賞魚。

## 扩展阅读
維基物種上的相關：尼夫氏魮